# Eirikita
L'eirikita és un mineral de la classe dels silicats que pertany al grup de la leifita. Va ser anomenada en honor de Eirik Raude (950-1003), descobridor de Grenlàndia i pare de Leif Eriksson, en honor del qual es va anomenar la leifita.

## Característiques
L'eirikita és un fil·losilicat de fórmula química KNa₆Be₂(Si15Al₃)O39F₂. Cristal·litza en el sistema trigonal. La seva duresa a l'escala de Mohs és 6.
Segons la classificació de Nickel-Strunz, l'eirikita pertany a «09.EH - Estructures transicionals entre fil·losilicats i altres unitats de silicat» juntament amb els següents minerals: manganoneptunita, neptunita, watatsumiïta, magnesioneptunita, grumantita, sarcolita, ussinguita, leifita, teliuixenkoïta i nafertisita.

## Formació i jaciments
L'eirikita va ser descoberta a la localitat d'eudidimita-epididimita de Vesle Arøya, a Langesundsfjorden (Larvik, Vestfold, Noruega). També ha estat descrita a dos indrets del Quebec (Canadà) i a dos indrets del massís de Lovozero (Rússia).